# Tirza (rivière)
Pour les articles homonymes, voir Tirza (homonymie).

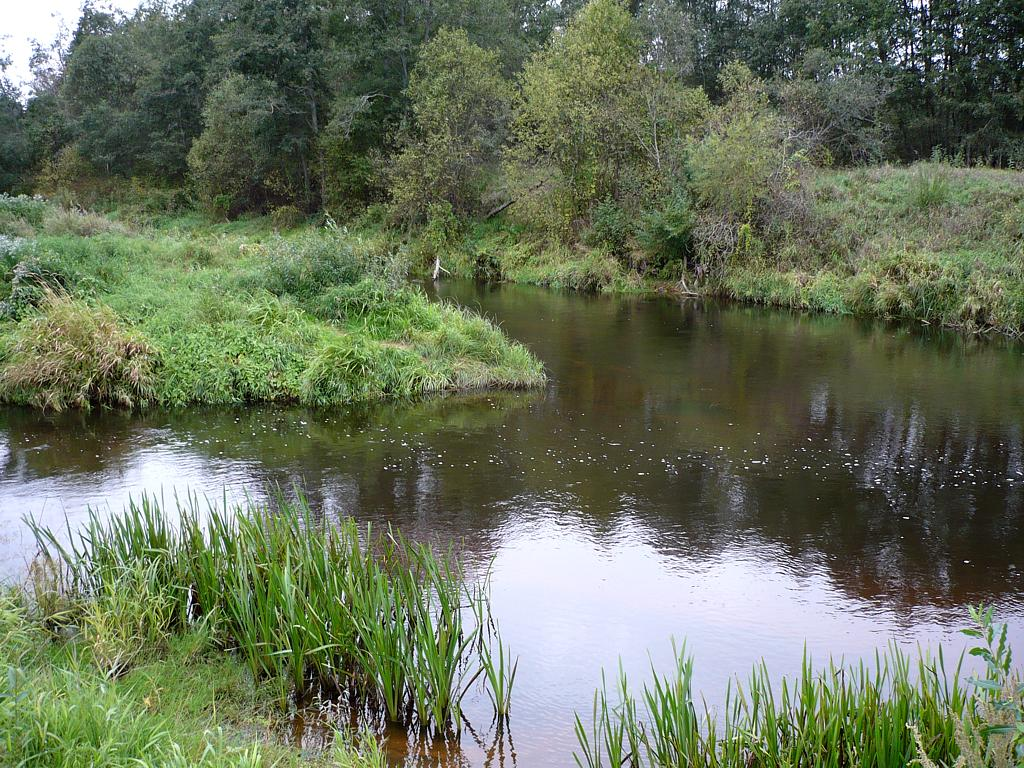
Point de confluence de Tirza et Gauja.

La Tirza est une rivière dans la région de Vidzeme en Lettonie, l'affluent droit de la Gauja. Sa longueur est de 80 km, la superficie du bassin 736,1 km2.

## Géographie
La rivière est traversée par la ligne de chemin de fer Ieriķi-Gulbene et les autoroutes P27 (Smiltene-Gulbene) et P34 (Sinole-Alūksne). Les plus grandes zones peuplées sur les rives sont Tirza et Lejasciems.

## Milieu naturel
La rivière a des méandres très prononcés avec de nombreux bras-morts et des endroits avec de petits îlots. En approchant de Tirza, où l'on trouve des roches dévoniennes sur les rives de la rivière, la vallée de la rivière se rétrécit et les méandres deviennent plus minces. Des affleurements rocheux du Dévonien peuvent également être trouvés dans la section de Tirza à Galgauska. Les méandres sont également très prononcés dans le cours inférieur du Tirza à l'embouchure de la Lāčupīte. Tirza se jette dans la Gauja près de Lejasciems.  

## Principaux affluents
- Rive droite : Aiša, Lācupīte, Sudation, Vieta, Vijata 18 km, Virāne 9 km;
- Rive gauche : Azanda 19 km, Gosupe, Tēcupīte, Vaskupīte,  Vilaune 18 km, Dzesnupe 10 km